# Championnat de Bohême de hockey sur glace
Le Championnat de Bohême est le nom du second championnat de hockey sur glace se déroulant dans l'actuelle République tchèque. Cette compétition a été créée alors que la Bohême faisait encore partie de l'Empire austro-hongrois.

## Palmarès
- 1908 - SK Slavia Prague
- 1909 - SK Slavia Prague
- 1911 - SK Slavia Prague
- 1912 - Česká sportovní společnost
- 1915 AC Sparta Prague